# Anton Pierre
Anton Pierre (né le 23 septembre 1977 à Port of Spain) est un footballeur de Trinité-et-Tobago évoluant au poste de défenseur. Il joue en dernier lieu à Defence Force. 
Il totalise 52 matchs et 1 but avec l'équipe nationale entre 1996 et 2005. En mai 2005, il est écarté de l'équipe nationale par le nouvel entraîneur Leo Beenhakker, mais il est finalement rappelé pour la Coupe du monde de football 2006, pour figurer dans le groupe élargi. Il n'est finalement pas retenu pour la compétition.

## Clubs
- 1997-1999 : Superstar Rangers  Trinité-et-Tobago
- 2000-? : Defence Force  Trinité-et-Tobago

## Buts en sélection
|   | Date             | Lieu                             | Adversaire | Résultat | Compétition |
| - | ---------------- | -------------------------------- | ---------- | -------- | ----------- |
| 1 | 1er février 2005 | Port of Spain, Trinité-et-Tobago | Haïti      | 1-0      | Amical      |